# Ingeborg Arlt
Ingeborg Arlt (* 13. Mai 1949 in Berlin) ist eine deutsche Schriftstellerin.

## Leben
Arlt wuchs von 1950 bis 1965 in Pritzwalk auf. Kindheit und späteres Familienleben Arlts waren geprägt durch die Flucht des Vaters aus der DDR im Jahr 1953 und die durch zahlreiche Krankheiten bedingte Frühinvalidität der von ihr bis 1986 gepflegten Mutter. Ab 1965, mit Abschluss der Schule, nahm sie eine Arbeit als ungelernte Hilfskraft in der Stadt- und Kreisbibliothek Rathenow auf. 1967 qualifizierte sie sich in einem einjährigen Schnellkurs zur Bibliothekstechnikerin, dem sie noch von 1968 bis 1972 ein Fernstudium an der Fachschule für Bibliothekare in Leipzig anfügte und es als Bibliothekarin abschloss. Von 1970 bis 1978 war sie Leiterin einer Zweigstelle der Stadtbibliothek Brandenburg an der Havel und arbeitete auch anschließend als Bibliothekarin weiter.
Ab 1975 begann Arlt Gedichte, ab 1995 auch Erzählungen und Essays in zahlreichen Literaturzeitschriften und Anthologien zu veröffentlichen. Sie verfasste unter anderem Texte zu den Künstlerbüchern der Gubener Künstlerin Sigrid Noack, die nur in kleinen aber aufwendig gestalteten Auflagen erschienen sind und auch in Museums-Sammlungen aufgenommen wurden.
Im Jahre 1986 erhielt sie für ihre Erzählung Das kleine Leben den Anna Seghers-Preis und 2007 für ihren Roman Die Hure und der Henker den C. S. Lewis-Preis. Ihren Texten wird eine hohe Sprachsensibilität nachgesagt, in einer Rezension der Märkischen Allgemeinen ihr Buch Die Hure und der Henker sogar vor allem auch als „Sprachkunstwerk“ angesehen. Seit 2013 ist sie Mitglied im PEN-Zentrum Deutschland. Ihre letzten Buchveröffentlichungen erschienen ab 2023 als Selbstpublikationen.
Ingeborg Arlt lebt seit 1970 in Brandenburg an der Havel.

## Auszeichnungen
- 1986: Anna Seghers-Preis für Das kleine Leben
- 1991: Stipendium des Ministeriums für Wissenschaft, Forschung und Kultur des Landes Brandenburg
- 2000: Anerkennungs- und Förderstipendium der Konrad-Adenauer-Stiftung
- 2001: Stipendium der Käthe-Dorsch-Stiftung
- 2003: Stipendium Künstlerhaus Schloss Wiepersdorf
- 2007: C. S. Lewis-Preis des Brendow Verlags für Die Hure und der Henker
- 2007: Ehrenmitgliedschaft des Kulturvereins Nennhausen e. V. wegen ihres Engagements für Fouqué
- 2019: Writer in Residence, Franz-Edelmaier-Residenz für Literatur und Menschenrechte, Meran[7]

## Werke
- Das kleine Leben. Erzählung. Aufbau Verlag, Berlin/Weimar 1987, ISBN 3-351-00373-0; Neuauflage ebd. 1989, ISBN 3-351-01377-9; TB-Neuauflage, BS-Verlag, Rostock/Bargeshagen 2009 ISBN 978-3-86785-104-6
- Daemones Pecuniae – Gelddämonen. Gedichte zu einem Künstlerbuch von Sigrid Noack. Institut für Fügetechnik und Werkstoffprüfung, Jena 2004
- 115 Jahre Fouqué-Bibliothek – Bibliotheken der Stadt Brandenburg. Eine Jubiläumsschrift. Brandenburg 2007
- Die Hure und der Henker. Historischer Roman. Brendow, Moers 2008, ISBN 978-3-86506-234-5
- Nebenfrau: Eine Geschichte in zwölf Bei-Spielen. Erzählungen. BS-Verlag, Rostock/Bargeshagen 2010, ISBN 978-3-86785-111-4
- Die Würde der Weichen – Gesammelte Gedichte 1973-2023. edition offenes feld, BoD, Norderstedt 2023. ISBN 978-3-7578-5983-1
- Selber lesen. Fouqué, Kleist und anderes. Aufsätze und Essays, BoD, Norderstedt 2024. ISBN 978-3-7583-3180-0